# Ланге, Август Иванович
Август (Фридрих-Август) Иванович Ланге (13 мая 1813 — 21 мая [2 июня] 1881, Санкт-Петербург) — русский архитектор, академик и профессор Императорской Академии художеств. Автор многочисленных доходных домов в Санкт-Петербурге. Действительный член Петербургского общества архитекторов.

## Биография
Аттестован Императорской Академией художеств на звание неклассного художника (1837). Был признан «назначенным в академики» по исполненной им программе «Проект павильона» (1843). Званием академика был удостоен «за известность» дипломом Академии от 31 октября 1852 года. В 1859 году ему присвоено звание профессора Академии художеств.
С 1839 по 1862 год служил помощником архитектора А. И. Штакеншнейдера при постройках дворца великой княгини Марии Николаевны у Синего моста в Петербурге, её же загородного дворца на вилле Сергиевка близ Петергофа, дворца великого князя Николая Николаевича (1861–1864), дворца императрицы в Ореанде. С 1855 по 1863 года — архитектор при канцелярии Совета детских приютов.
Последние 30 лет своей жизни Ланге преподавал в Императорской Академии художеств. Коллежский асессор. Скончался 21 [4] июня 1881 года в Санкт-Петербурге. Похоронен на Смоленском лютеранском кладбище Санкт-Петербурга.
Награды: Золотая медаль «За усердие» на Анненской ленте (1842), орден Св. Станислава III степени (1860), подарки из кабинета Е.И.В. (1844, 1846, 1848, 1862).

## Проекты и постройки
Среди основных построек: ряд доходных домов, в том числе, С. О. Китнера (наб. канала Грибоедова, 79, 1855), Мейнгард (Садовая, 44, 1855–1856), особняки Кудрявцевой (Дмитриевской пер., 8), П. О. Иванова (5-я Советская, 12, 1860), Д. Жохова (Марата, 46, 1863); фактическое руководство строительством дворца в Ореанде (1841—1852) на Южном берегу Крыма (куда Штакеншнейдер за 11 лет приезжал лишь три раза).

### Санкт-Петербург
- Доходный дом. Московский проспект, 39 / 5-я Красноармейская улица, 2 (1839, фасады изменены)[7][8].
- Дом лампового мастера С. О. Китнера (перестройка). Набережная реки Мойки, 11 (1840, перестроен)[9].
- Доходный дом купца В. Г. Жукова (надстройка). Гороховая улица, 34 (1843)[10].
- Доходный дом Г. П. Старженецкого-Лаппы. улица Марата, 35 (1844, надстроен)[11].
- Доходный дом (правая часть). Улица Константина Заслонова, 26 (1845, надстроен)[12].
- Паперть и колокольня подворья Троице-Сергиевой лавры. Набережная реки Фонтанки, 44 (1849, не сохранились)[13].
- Дом К. Вельша (перестройка, совместно с Н. П. Гребёнкой)[13]. Малая Конюшенная улица, 12 / набережная канала Грибоедова, 17 (1849—1850)[14][15].
- Доходный дом Н. В. Безобразовой (средняя часть). Набережная канала Грибоедова, 50—54 (1850, надстроен)[16].
- Доходный дом С. О. Китнера. Улица Декабристов, 18 (1851)[17].
- Доходный дом (перестройка). Улица Марата, 56—58 (левая часть) / Разъезжая улица, 29 (1851—1852, надстроен)[18].
- Доходный дом Шландера (включён существовавший дом). Улица Жуковского, 10 / улица Чехова, 2 (1852, совместно с Е. Е. Еремеевым)[19][13].
- Доходный дом М. И. Янчевской. Большая Московская улица, 6 (1853)[20].
- Доходный дом С. О. Китнера. Набережная канала Грибоедова, 81 (1853)[21].
- Доходный дом С. О. Китнера (включён существовавший дом). Набережная канала Грибоедова, 79 / Вознесенский проспект, 23 (1855)[22].
- Доходный дом Мейнгарда (включён существовавший дом). Садовая улица, 44 / переулок Бринько, 6 (1855—1856)[23].
- Доходный дом (включён существовавший дом). Греческий проспект, 13 / 5-я Советская улица, 3 (1856)[24].
- Здание скульптурной мастерской Д. И. Йенсена. Набережная реки Карповки, 14 (1857, не сохранилось)[13]
- Доходный дом (включён существовавший дом). Клинский проспект, 16 / Подольская улица, 23 (1858)[25].
- Дом С. И. Сильванского. Улица Маяковского, 41 / улица Рылеева, 6 (1858, надстроен)[26].
- Особняк Петрова. Улица Марата, 11 (1850-е)[27].
- Особняк Кудрявцевой. Дмитровский переулок, 8 (середина XIX века)[28].
- Дом Санкт-Петербургского ремесленного общества. Большая Московская улица, 1 / Загородный проспект, 2 (1858—1859)[29].
- Комплекс жилых домов и бани Тарасовых. 1-я Красноармейская улица, 7-9 (совместно с Р. И. Кузьминым и К. К. Андерсоном; 1858—1859, 1860, 1876—1878, 1880—1882)[13][30].
- Доходный дом. Лоцманская улица, 18 / Псковская улица, 36 (1859—1860)[31]
- Особняк С. В. Рибопьер. 2-я Красноармейская улица, 18 / 3-я Красноармейская улица, 15 / Советский переулок, 4 (1859, 1872—1874, не сохранился)[13].
- Особняк купца П. О. Иванова. 5-я Советская улица, 12 (1860)[32].
- Доходный дом. Спасский переулок, 6—8 (1860, надстроен)[33].
- Дом Ремесленного училища цесаревича Николая (включён в существовавший дом)[13]. Невский проспект, 57 (1861—1862, перестроено)[34].
- Доходный дом купца П. О. Иванова (перестройка). Невский проспект, 108 (1862)[35].
- Доходный дом купцов Жоховых. Улица Марата, 46 / Свечной переулок, 14 (1863)[36].
- Доходный дом купцов Жоховых. Улица Декабристов, 8 (1865)[37].
- Доходный дом. Улица Константина Заслонова, 36 (1869)[38].
- Доходный дом Тряничева. Стремянная улица, 6 (1870)[39].
- Доходный дом Тарасовых. Набережная реки Фонтанки, 116Б (1870)[40].
- Особняк Е. Г. Гюнцбурга. 3-я Красноармейская улица, 18 / Советский переулок, 6 (1871)[41].
- Доходный дом. Невский проспект, 122 (1871, надстроен)[42].
- Доходный дом М. П. Кудрявцевой. Набережная реки Фонтанки, 66 / улица Ломоносова, 12 (1871—1872)[43].
- Доходный дом. Гороховая улица, 58 (1878)[44].
- Доходный дом. Гороховая улица, 55 (1880)[45].